# Stefan Szczesny

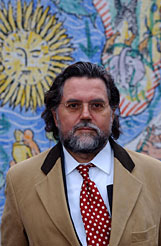
Stefan Szczesny

Stefan Szczesny (* 9. April 1951 in München) ist ein deutscher Maler, Bildhauer und Fotograf, der in den 1980er Jahren als Vertreter und Protagonist der Neuen Wilden international bekannt wurde. Szczesny lebt und arbeitet in Saint-Tropez.

## Biographie

### Kindheit und Ausbildung
Stefan Szczesny wurde in München als Sohn der Dramaturgin Martha Meuffels und des Philosophen und Schriftstellers Gerhard Szczesny geboren. Seine Schwester ist die Schriftstellerin Claudia Szczesny-Friedmann. Von der eher analytisch-nüchternen Ausprägung des elterlichen Haushalts wandte sich Szczesny in seinen Jugendjahren ab, um sich zunächst der Musik, dann der Malerei zuzuwenden, die ihm jeweils als unmittelbarere Kommunikationsmittel erschienen. In seinem Vorhaben, Künstler zu werden, wurde er nicht zuletzt vom Philosophen Ludwig Marcuse, einem Freund seines Vaters, unterstützt.
Nach Grundschule und Gymnasium besuchte er von 1967 bis 1969 eine private Schule für freie und angewandte Kunst in München, bevor er sein Studium an der Akademie der Bildenden Künste München und ein Gaststudium der Kunstgeschichte und Philosophie an der Universität München aufnahm. Während seiner Studienzeit arbeitete Stefan Szczesny als archäologischer Zeichner an der Universität und als freier Kunstkritiker für die Münchner Abendzeitung.

### Anfänge
Unter dem Einfluss seines Lehrers Günther Fruhtrunk tendierte Szczesny zunächst zur abstrakten Malerei. Insbesondere beschäftigte sich Szczesny zu dieser Zeit mit den Arbeiten Piet Mondrians, Barnett Newmans und Ad Reinhardts. Ein Aufenthalt als DAAD-Stipendiat 1975/76 in Paris und vor allem die Auseinandersetzung dort mit dem Werk von Auguste Delacroix stellte einen Wendepunkt dar, der die schrittweise Rückkehr Szczesnys zur figürlichen Malerei bedeutete. Diese Entwicklung wurde später (1980) bestärkt durch einen Gastaufenthalt an der Villa Romana in Florenz, wo sich Szczesny intensiv mit der italienischen Renaissance befasste.
Die Rückkehr zur figürlichen Malerei bedeutete für Szczesny vor allem die Umsetzung einer Kunst, die „die Bindung an das Leben sucht“. Szczesny äußerte sich 1985 hierzu folgendermaßen: „Es ist … ein Unterschied, ob man beim Malen an Kugel, Kegel und Zylinder oder an eine schöne Frau denkt. Das sind doch einfach große Unterschiede. Und das Ausgangsmaterial, die gegenständliche Assoziation, ob es sich nun um eine Landschaft oder einen Menschen handelt, halte ich als zusätzliches Element ganz wichtig, um nicht im Formalismus zu ersticken.“
1974 heiratete er Mechthild Moldenhauer. Während seines Paris-Aufenthalts als DAAD-Stipendiat wurde 1975 sein erster Sohn David geboren. 1979 kam Tochter Sarah zur Welt.

### 1980er Jahre: AusstellungRundschau Deutschland / Neue Wilde
1981 zog Szczesny nach Köln und organisierte mit dem dänischen Künstler Troels Wörsel die Ausstellung Rundschau Deutschland, die zunächst in München und später in Köln im Rahmenprogramm der von Kasper König kuratierten Westkunst gezeigt wurde. Ausgestellt wurden Werke einer jungen Generation figurativer Maler, die später als „Neue Wilde“ bezeichnet wurden und die einen besonders impulsiven Stil praktizierten. Szczesny wurde durch seine Publikationen und Gruppenausstellungen zu einem Protagonisten der neuen Malerei, die sich zu einer internationalen Bewegung unter den Namen „New Image Painting“, „figuration libre“, „Neoexpressionismus“ formiert. Das im gleichen Jahr erschienene Buch „Hunger nach Bildern“ von Wolfgang Max Faust und Gerd de Vries trug diesem wieder aufgelebten Interesse an der neuen figurativen Kunst Rechnung.
1982/83 war er Stipendiat der Deutschen Akademie Rom Villa Massimo, wo er sich eingehend mit der römischen Antike befasste, was sich in einer Serie „römischer Bilder“ niederschlug und im Jahr 1984 zu einer Ausstellung fünf großformatiger von Ovids Metamorphosen inspirierten Leinwandarbeiten in der Glyptothek in München führte.
Von 1984 bis 1988 war Szczesny Herausgeber der Zeitschrift Malerei. Painting. Peinture. 1988 zeigte das Landesmuseum in Bonn unter der Leitung von Klaus Honnef die erste retrospektive Werkschau Szczesnys. Im Jahr 1989 publizierte er als Herausgeber das Buch „Maler über Malerei“, in dem (in Essay- und Gesprächsform) Äußerungen verschiedener zeitgenössischer figürlicher Maler zu ihrer Malpraxis gesammelt sind.
Stefan Szczesny war Mitglied des Deutschen Künstlerbundes, an dessen Jahresausstellungen er zwischen 1980 und 1985 teilnahm.

### 1990er Jahre: Karibik, New York und Südfrankreich, die „Szczesny Factory“ und erste Architekturprojekte
Nach verschiedenen prägenden Aufenthalten im Mittelmeerraum in den 80er Jahren bereiste Szczesny 1990 erstmals die Karibik, die sich forthin als weiterer wichtiger Bezugspunkt seiner Arbeit herauskristallisierte, was sich konkret u. a. in Bilderserien wie den „Jamaica“ oder „Mustique“ Gemälden zeigt. Auch auf der Insel St. Lucia entstanden in diesen Jahren wichtige Arbeiten.
In den Jahren 1991 und 1992 widmete sich Szczesny verstärkt auch dem Theater. Nach ersten Schritten in diese Richtung in den 80ern (er hatte bereits Bühnenbilder für eine „Faust“ Inszenierung in München geschaffen), übernahm er nun für die Inszenierung der Oper „Dunkles Haus“ von Robert HP Platz an der Bayerischen Staatsoper die künstlerische Gesamtgestaltung und verantwortete die künstlerische Ausstattung für eine Inszenierung von Schillers „Kabale und Liebe“ unter der Regie von Gert Pfafferodt.

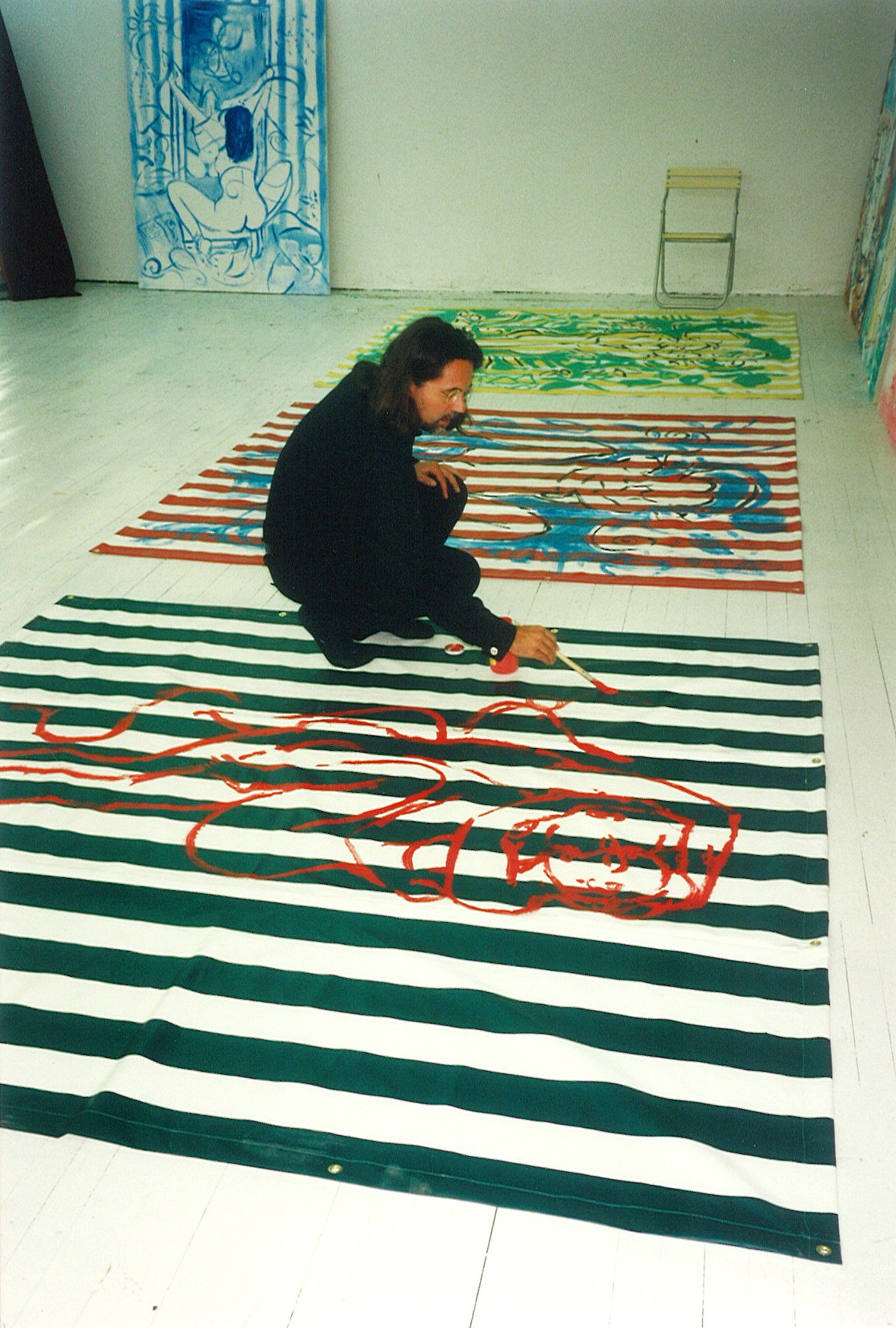
Stefan Szczesny in seinem New Yorker Studio, 1994

 1994 bezog der Künstler ein Atelier in New York, wo er seine zweite Frau Eva Klein kennenlernte und bis 2001 jeweils den größten Teil des Jahres verbrachte. Der Mittelmeerraum blieb Szczesny aber auch in diesen Jahren ein steter Bezugspunkt. Nachdem er sich bereits 1993 zusammen mit Elvira Bach einige Zeit auf Sizilien aufgehalten hatte, um sich dort an dem Kunstprojekt Fiunara d’Arte zu beteiligen, verbrachte er in der zweiten Hälfte der 90er die Sommermonate zumeist in Ramatuelle, wo er zahlreiche Werke en plein air schuf.
Die Erfahrung der New Yorker Kunstszene veranlassten ihn im Jahr 1996, die „Szczesny Factory“ zu gründen, der auch ein eigener Verlag angeschlossen ist. Ursprünglich in Köln gegründet, befindet sich die „Szczesny Factory“ inzwischen in Berlin. Die „Factory“ ist eine GmbH, die dem Künstler ermöglicht, in Zusammenarbeit mit verschiedensten Firmen größere Kunstprojekte umzusetzen.
In diesen Jahren befasste sich Szczesny mehr und mehr mit Architekturprojekten. Bereits 1985 hatte Szczesny angemerkt: „Die Anordnung von Bildern in den heutigen modernen Museen kann doch nicht alles sein. Malerei und Architektur müssen wieder eine Einheit werden.“ Vorbild waren ihm die großen Künstler der Renaissance, die nicht nur als Maler und Bildhauer, sondern eben auch als Architekten wirkten. Ein erstes Projekt dieser Art war etwa die Umsetzung eines großflächigen Deckengemäldes im Lindencorso in Berlin. Ab 1998 folgte die künstlerische Gestaltung des Kempinski Hotels Bahía in Estepona.
Nach mehreren Aufenthalten auf der Karibikinsel Mustique heiratete er 1999 ebendort Eva Klein. Mit ihr hat er zwei Söhne, Felix (geb. 1997) und Anton (geb. 2000).

### 2000: Weltausstellung in Hannover
Im Jahr 2000 gestaltete Szczesny im Auftrag des WWF eine aus großformatigen Keramikwandbildern bestehende „Weltkarte des Lebens“ für die Weltausstellung Expo 2000 in Hannover. Thematisch eine Auseinandersetzung mit der WWF „Global 200“ Liste zu schützender Ökoregionen umfasste das Projekt zwölf Keramikwandbilder mit Maßen von je 330 × 830 cm, die den WWF Pavillon wie spanische Wände einfassten. Heute ist das Werk in Mettlach/Saarland im Park am Stammsitz von Villeroy & Boch zu sehen.

### Ab 2001: Leben und Arbeit in Saint-Tropez
2001 zog Szczesny mit seiner Familie nach Saint-Tropez, wo er seither lebt. Nach einem knapp einjährigen Arbeitsaufenthalt in Sevilla 2001/2 wurde 2002 ein erster Film über Leben und Werk Szczesnys („Szczesny – The film“) vom Regisseur Curt Faudon im Rahmen der Filmfestspiele in Cannes uraufgeführt.

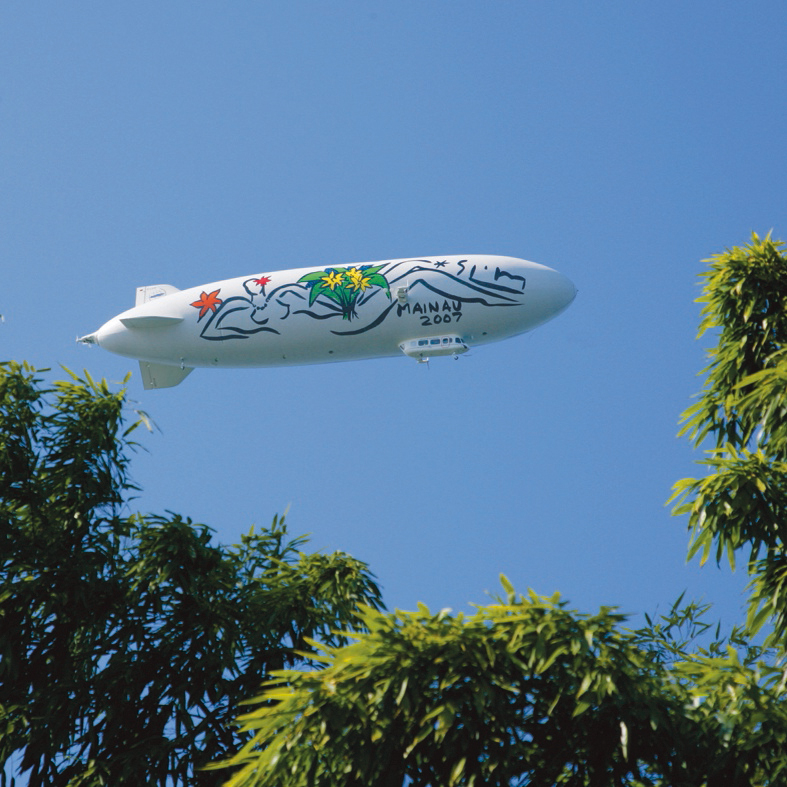
Zeppelin des Projektes Mainau im Jahr 2007

Seine Arbeit an Architekturprojekten setzte er in diesen Jahren fort, etwa im Rahmen der künstlerischen Ausgestaltung großer Bauprojekte in Südfrankreich. Dieser Tätigkeit verwandt war ein großes Kunstprojekt, das der Künstler nach zwei Jahren Vorarbeit 2007 umsetzte und das unter dem Titel „Ein Traum vom irdischen Paradies“ die Gestaltung der Insel Mainau zu einem Gesamtkunstwerk beinhaltete. Dieses Gesamtkunstwerk umfasste neben Keramiken, Skulpturen und als Bilder angelegten Blumenarrangements auch ein Luftschiff des Typs Zeppelin NT, das mit zwei Frauenakten nach Szczesnys Vorgaben beklebt worden war.
Künstlerische Schwerpunkte bildeten in diesen Jahren die Arbeit an großen Stahlskulpturen, den sogenannten „Schattenskulpturen“, und in den Jahren 2008 bis 2013 die Arbeit an einer Reihe „goldener Bilder“, die mit einer Serie großformatiger Leinwandarbeiten, die als Hommage an Lucas Cranach den Älteren konzipiert war und im gleichen Jahr in einer Ausstellung auf Schloss Sigmaringen gezeigt wurde, ihren vorläufigen Abschluss fand. Diese Serie stellte gleichzeitig eine erste Rückkehr zur großformatigen Malerei dar, die ihm auch durch ein großzügig angelegtes Atelier in Saint-Tropez, das 2011 fertiggestellt worden war, ermöglicht wurde.

### 2014: Ausstellung im Papstpalast in Avignon
2014 wird Szczesnys Werk in einer Retrospektive im Papstpalast in Avignon gezeigt. Kuratiert wurde diese Ausstellung von Frédéric Ballester, dem Direktor des Centre d’art La Malmaison in Cannes. Szczesny betonte mehrfach, dass ihm hiermit ein Wunsch in Erfüllung gegangen sei, den er seit den Picasso-Ausstellungen in den 1970er Jahren ebendort hegte. Für diese Retrospektive gestaltete Szczesny u. a. seine bislang größte Skulptur, eine ca. 6,5 m hohe Konstruktion aus Edelstahl, die einen Baum des Lebens darstellt.

### 2017: Skulpturausstellung auf der Citadelle von Saint-Tropez
Auf Einladung der Stadt Saint-Tropez war 2017 eine große Skulpturenausstellung zur Retrospektive 2005–2017 auf der Citadelle von Saint-Tropez zu sehen.

### 2019: Szczesny aux Baux-de-Provence
Im mittelalterlichen Dorf von Les Baux-de-Provence stellte Szczesny circa 30 seiner monumentalen „Schattenskulpturen“ aus, sowie Glasskulpturen aus Murano, Keramik und Porträts.

### 2020: Gründung der Szczesny Art Foundation
Die Szczesny Art Foundation Saint-Tropez ist eine gemeinnützige und nach französischem Recht anerkannte Stiftung mit Sitz in Saint-Tropez. Die Stiftung bemüht sich um die Vermittlung, Erhaltung und Erforschung des Werkes von Stefan Szczesny.

## Szczesny Jaguar Art Project
Seit 2011 tritt Szczesny als Markenbotschafter für den Automobilhersteller Jaguar auf. Diese Kollaboration führte zu mehreren gemeinsamen Kunstprojekten, darunter eine Wanderausstellung Szczesnys „Schattenskulpturen“ in St. Moritz, auf Sylt und in Saint-Tropez 2011 und eine Ausstellung von Bildern, Keramiken und Skulpturen im Frankfurter Palmengarten im Jahr 2012.

## Ausstellungen

### Einzelausstellungen (Auswahl)
- 1976 Goethe-Institut, Paris
- 1979 „Sieben Gemälde“, Städtische Galerie im Lenbachhaus, Kunstforum München
- 1980 „Perspektiven '80“, Art II, Basel
- 1981 „Papierarbeiten 1977–81“, Galerie Friedrich and Knust, München
- 1983 „Immagini Romane“, Villa Massimo, Rom
- 1984 „Metamorphosen“, Glyptothek und Staatliche Antikensammlung, München
- 1985 „Gemälde und Papierarbeiten“, Kunstverein Pforzheim, Reuchlinhaus
- 1988 „Szczesny 1978–1987“, Rheinisches Landesmuseum, Bonn
- 1989 „Papierarbeiten“, Goethe-Institut, Madrid
- 1990 „Gemälde und Papierarbeiten 1969–1989“, Kunstverein Mannheim
- 1991 „Portraits (Idole – Mythen – Leitbilder)“, Kunstverein Heidelberg
- 1992 „L’annunziazione della Pittura“, Arte Contemporanea Hirmer & Museo Comunale, Greve in Chianti
- 1992 „Portraits“, Kunsthalle Bremen
- 1993 „Caribbean Style“, Neue Galerie der Stadt Linz (später auch Lok Gallery, New York)
- 1994 „Portraits“, Nikki Diana Marquardt Gallery, Paris
- 1994 „Musikerportraits“, Kölner Philharmonie
- 1996 „Eva dancing with the mirror“, Fassbender Fine Art, Chicago
- 1997 „Szczesny, 1975–1996“, Haus am Lützowplatz, Berlin
- 1997 Keramik, Badisches Landesmuseum, Karlsruhe
- 1997 Gemälde und Keramik, Gerhard-Marcks-Haus, Bremen
- 1998 „Szczesny – Côte d’Azur“, Kunsthalle Emden
- 1998 „La joie de vivre“, Museo del Grabado Español Contemporáneo, Marbella
- 1999 „Côte d'Azur“, Museum Moderner Kunst, Wörlen – Passau
- 1999 „Painting meets photography“, Fondazione Levi, Venice
- 1999 „Szczesny. Côte d'Azur“, Espace Bonnard, Le Cannet (bei Cannes)2014 „Métamorphoses méditerranéennes“, Retrospektive, Papstpalast, Avignon

2014 „Métamorphoses méditerranéennes“, Retrospektive, Papstpalast, Avignon

- 2000 „The Living Planet“, Expo 2000 Hannover
- 2001 „Luxe, calme et volupté … ou la joie de vivre“, Centre d’art La Malmaison, Cannes
- 2003 „Ein Fest für die Augen“, Gustav-Lübcke-Museum, Hamm„Skulpturen 2005–2017“ Retrospektive, Citadelle, Saint-Tropez

„Skulpturen 2005–2017“ Retrospektive, Citadelle, Saint-Tropez

- 2004 „Mediterráneo – La Estética del Sur“, Ses Voltes–Centre d’Exposicions, Palma de Mallorca

- 2005 „Images érotiques“, Kunsthalle Mannheim[20]

- 2007 „Ein Traum vom irdischen Paradies“, Insel Mainau[21]
- 2007 Fotoübermalungen und Schattenskulpturen, Villa Aurélienne, Fréjus
- 2008 Keramikskulpturen, Villa Domergue, Cannes
- 2010 “Szczesny diary: St. Tropez, New York, Mustique”, 532 Gallery Thomas Jaeckel, New York
- 2011 Schattenskulpturen in Saint-Tropez, Ville de Saint-Tropez[22]
- 2011 Skulpturen und Gemälde, Kunsthalle Worpswede[23]
- 2011 Skulpturen und Gemälde, Künstlerhaus am Lenbachplatz, München[24]
- 2012 “Szczesny in Frankfurt” & „Kunstgarten Palmengarten“, Stadt Frankfurt und Palmengarten Frankfurt[25]
- 2013 “Blühende Welten”, Schloss Sigmaringen, Sigmaringen[26]
- 2014 „Métamorphoses méditerranéennes“, Retrospektive, Papstpalast, Avignon[27]

- 2017 „Skulpturen 2005–2017“, Retrospektive, Citadelle, Saint-Tropez[28]

2019, Szczesny aux Baux-de-Provence

- 2019 „Szczesny aux Baux-de-Provence“, les Baux-de-Provence[29]
- 2020 Medienkooperation ntv Inside Art: Stefan Szczesny – Maler, Magier und Meer mit Wolfram Kons[30]
- 2021 „Stefan Szczesny Malereien und Skulpturen unter der Sonne von Saint-Tropez“, Salle Jean Despas[31]
- 2022 „Szczesny Art Project“, Grimaud[32]
- 2022 „Kitz Alps Art Project“, 27. December 2022 – 23. April 2023, Kitzbühel[33]

- 2023 Einzelausstellung Lavoir Vasserot, 4.–10. Mai, Saint-Tropez[34]
- 2023 „Szczesny: Sailing #Art4GlobalGoals“, 9.–11. Juni 2023, Genf[35]
- 2023 „Szczesny Painting Paradise“, 1. Juli – 3. September 2023, Kunsthaus Artes, Berlin

Weitere Einzelausstellungen fanden u. a. in folgenden Galerien statt: Galerie Jamileh Weber (Zürich), Galerie Brinkmann (Amsterdam), Octavia Art Gallery (New Orleans), Galerie Pfefferle (München), Galerie Heinz Holtmann (Köln), Galerie Hilger (Wien), Frankfurter Kunstkabinett Hanna Bekker vom Rath, Galerie Mönch (Bremen), Galerie Beck & Eggeling (Düsseldorf), Galerie Terminus (München), Galerie Ludorff (Düsseldorf).

### Gruppenausstellungen (Auswahl)
- 1976 „Les Grands et les Jeunes“, Petit Palais, Paris
- 1980 Jürgen-Ponto-Stiftung, Frankfurt am Main
- 1980 XII. Festival International de la Peinture, Cagnes-sur-Mer
- 1980 „Kunst und Kritiker“, Kunstverein München
- 1981 „Rundschau Deutschland“, Köln und München
- 1982 „5 aus Köln“ (mit Walter Dahn, Jiri Georg Dokoupil, Gerard Kever und Andreas Schulze), Six Friedrich Galerie, München
- 1982 „Die neue Künstlergruppe: Wilde Malerei“ (mit Anzinger, Dahn, Dokoupil), Im Klapperhof, Köln
- 1982 „Variationen und Sequenzen“, Kunstmuseum Düsseldorf
- 1984 „Zwischenergebnis: Neue Deutsche Malerei“, Neue Galerie am Landesmuseum Johanneum Graz
- 1987 „Skulpturen von Malern“, Kunstverein Mannheim, Mannheim
- 1987 „Beelden van Schilders“, Museum van Bommel van Dam, Venlo, Niederlande
- 1987 „Made in Cologne“, DuMont Kunsthalle, Köln
- 1987 „A Propos de dessin“ (with Allington, Fletcher, Kounellis et al.), Maeght Gallery, Paris
- 1991 „A Dialogue of Images“, Contemporary American and German Painting, Galerie Pfefferle, München
- 1991 „Artists support Roma“, Anzinger, Dahn, Dokoupil, Kasseböhmer, Szczesny, Trockel, Kunststation St. Peter, Köln
- 1998 Venezia Aperto Vetro – International New Glass, 16. Oktober, Venedig
- 1998 „Elvira Bach & Stefan Szczesny“, Vetri e Dipinti – Paintings und Glas Sculptures, Galeria Luchetta, Murano (Venedig)
- 1998 „CologneKunst“, Kunsthalle Köln, Köln
- 2000 „Il Paradiso“, Neue Galerie der Stadt Linz, Linz
- 2000 „De la couleur et du feu“, Céramiques d'artistes de 1885 à nos jours, Musée de la Faïence, Château Pastré, Marseille
- 2002 „paper art 8: Turbulences in Paper“, Leopold Hoesch Museum, Düren
- 2007 Art Seasons Cape Town, 4.2 -4.3, Kapstadt, Südafrika
- 2010 „Stilleben“, Stefan Szczesny and Elvira Bach, Galerie Voigt, Nürnberg
- 2014 „De l’expressivité primitive au regard inspiré“, Centre d’art La Malmaison, Cannes

## Werke in öffentlichen Sammlungen (Auswahl)
- Bayerische Staatsgemäldesammlungen
- Städtische Galerie im Lenbachhaus, München
- Kunsthalle Emden
- Kunsthalle Bremen
- Kunsthalle Mannheim
- Kunsthalle Kiel
- Rheinisches Landesmuseum Bonn
- Neue Galerie der Stadt Linz
- Musée de la Castre & Villa Domergue, Cannes
- Herbert F. Johnson Museum of Art, Ithaca, NY
- Villeroy & Boch Museum, Mettlach
- Kunstsammlung Deutsche Bank
- Villa Massimo, Rom
- Hessische Landesbank, Frankfurt
- Stiftung Sammlung Wild, Heidelberg
- Mannheimer Versicherung, Mannheim
- Theater des Westens, Berlin

## Architekturprojekte (Auswahl)
- 1989 Keramikwandbild Sammlung Ebers, Krefeld
- 1990 1001 Nacht, Keramikwandbild Sammlung Veit, Mannheim
- 1993 Kunstprojekt Anse Chastanet, St. Lucia, West Indies
- 1994 Flamberg Hotel Hoflößnitz, Radebeul
- 1995 Kunstprojekt Hotel Voltaire, Potsdam (mit Elvira Bach und Dieter Hacker)
- 1995/96 Deckengemälde Lindencorso Kunstprojekt, Berlin
- 1998/99 Kempinski Art Projekt, Gestaltung des Kempinski Resort Hotels Estepona, Costa del Sol, Spanien
- 2000 The Living Planet, Expo 2000, Hannover
- 2002/2006 Kunstprojekt Villa Soleil / Terre Blanche, Tourette, Frankreich

Gestaltung privater Villen u. a. in Starnberg, Köln, München, Duisburg, Düsseldorf, Ramatuelle, Saint-Tropez, Zürich, am Wörthersee und auf Mustique

## Veröffentlichungen

### Veröffentlichungen von Stefan Szczesny (Auswahl)
- (als Hrsg.) Malerei. Painting. Peinture (Zeitschrift, 5 Nummern erschienen), Edition Pfefferle, 1984–1988
- (als Hrsg.) Maler über Malerei, DuMont Verlag, Köln 1989, ISBN 978-3-7701-2330-8

### Veröffentlichungen über Stefan Szczesny u. a. (Auswahl)
- 1981: Doris Schmidt, „Die zornigen Dreißigjährigen“ (zur Rundschau Deutschland), Süddeutsche Zeitung vom 14./15. März 1981
- 1981: Helmut Schneider, „Pubertierende Malerei“ (zur Rundschau Deutschland), Die Zeit vom 20. März 1981
- 1981: Wolfgang Max Faust, „'Du hast keine Chance. Nutze Sie!' With it and against it. Tendencies in recent German art“, in Artforum International, September 1981
- 1984: Stephan Schmidt-Wulffen, „Erotisches Spiel mit dem Schattenmann“, art 8/1984
- 1985: Hanns Theodor Flemming, „Szczesny: Badende“, Weltkunst 12 (Juni 1985)
- 1992: Donald Kuspit, „Stefan Szczesny – DuMont Hall“, Artforum 11/1992
- 1995: Marie-Luise Syring, „La peinture au tournant“, artpress spécial No. 16
- 1997: Peter Schmitt, „Stefan Szczesny – Gefäße und Skulpturen“, Neue Keramik 11/1997
- 2005: Ruth Händler, „Den Blumenstrauß malen“, Handelsblatt vom 25.–27. Februar 2005
- 2014: Patrick Le Fur, „Stefan Szczesny – La joie de vivre et de créer“, Art Passion No. 38

### Bücher und Ausstellungskataloge (Auswahl)
- 1988: Klaus Honnef et al. (Hrsg.): Stefan Szczesny. Bilder 1978–1987, Rheinland Verlag, Köln, ISBN 3-7927-1006-4
- 1991: Wilfried Dickhoff (Hrsg.): Szczesny. Portraits 1989–1991. Idole – Mythen – Leitbilder, Harenberg Verlag, ISBN 3-611-00254-2
- 1995: Donald Kuspit, Szczesny. DuMont Kunstbuchverlag, Köln 1995, ISBN 3-7701-3399-4
- 1997: Szczesny. Skulpturen und Keramik, Ausstellungskatalog Gerhard Marcks-Haus, Bremen, ISBN 3-924412-27-8
- 1998: Achim Sommer (Hrsg.) Szczesny. Côte d'Azur, Ausstellungskatalog Kunsthalle Emden, Cantz Verlag, Ostfildern
- 2000: Szczesny, The Living Planet, WWF/Expo 2000, Szczesny Factory, Köln 50670, ISBN 3-00-006163-0
- 2001: Frédéric Ballester (Hrsg.): Szczesny. Luxe, calme et volupté … ou la joie de vivre, Ausstellungskatalog, Centre d'art La Malmaison, Cannes
- 2002: Szczesny. Mustique, teNeues Verlag, Kempen, ISBN 3-8238-5591-3
- 2004: Szczesny. Catalogue raisonné of prints, 1981–2003, Szczesny Factory & Publishing GmbH Berlin, Berlin, ISBN 3-9808881-3-4
- 2005: Rolf Lauter (Hrsg.): Szczesny. Images érotiques, Edition Braus im Wachter Verlag, Köln, ISBN 3-89904-161-5
- 2007: Andreas Lück (Hrsg.): Szczesny Insel Mainau. Ein Traum vom irdischen Paradies, Prestel Verlag, München, ISBN 978-3-7913-3916-0
- 2009: Andreas Lück (Hrsg.): Szczesny. Saint-Tropez, Szczesny Factory & Publishing GmbH Berlin, Berlin, ISBN 978-3-9808881-8-9
- 2011: Frédéric Ballester, Szczesny. Méditerranée. L'esprit du sud, Szczesny Factory & Publishing & Gallery GmbH Berlin, Berlin, 2011, ISBN 978-3-9813406-4-8
- 2012: Donald Kuspit, Szczesny: Neue Wilden works from the 80s. Szczesny Factory & Publishing GmbH Berlin, Berlin, ISBN 978-3-9813406-8-6
- 2014: Szczesny. Métamorphoses méditerranénnes, Ausstellungskatalog zur Retrospektive im Papstpalast, Avignon, Szczesny Factory & Publishing GmbH Berlin, Berlin, ISBN 978-3-9813406-6-2
- 2015: Szczesny. Best of Saint-Tropez, Szczesny Factory & Publishing GmbH Berlin, Berlin, ISBN 978-3-9813406-7-9

## Filme und Dokumentationen über Stefan Szczesny (Auswahl)
- 1984 „Einblicke in die Neue Deutsche Malerei“, Film von Jaqueline Kaess, DuMont Buchverlag
- 1990 „Kunst, Kommerz und Klüngel“, ARD-Film von Pietro Nuvoloni
- 1992 „Portraits“, Dokumentation zur Ausstellung in der Kunsthalle Bremen, MDR
- 2000 „Living Planet“, Dokumentation von Gerald Pinkenburg, ARD
- 2002 „Szczesny – The film“, Regie Curt Faudon
- 2002 „Szczesny – Mustique“, Regie Curt Faudon
- 2003 „Artist talk“, Gespräch mit Rainer Opoku, TV NRW
- 2004 Porträt über Stefan Szczesny von Krimhild Waskönig, Saarländischer Rundfunk
- 2005 „Central Park Portraits“, Regie Curt Faudon (Film über Ute Lemper, Stefan Szczesny u. a.)
- 2007 „Szczesny. Mainau: Ein Traum vom irdischen Paradies“ (Film zum Kunstprojekt Insel Mainau), Regie Curt Faudon
- 2009 „Szczesny – Saint-Tropez“, Regie Curt Faudon
- 2010 N24 Kunstadventskalender, Folge über Stefan Szczesny, N24
- 2011 „Szczesny – Shadows“, Regie Bette Dankwart
- 2013 „Luxus und Lässigkeit in Saint–Tropez“, 30. Mai 2013, ZDF
- 2014 „Stefan Szczesny: Markenbotschafter für Jaguar“, ntv, PS Magazin, Sendung am 31. Januar 2014